# Judith Malina

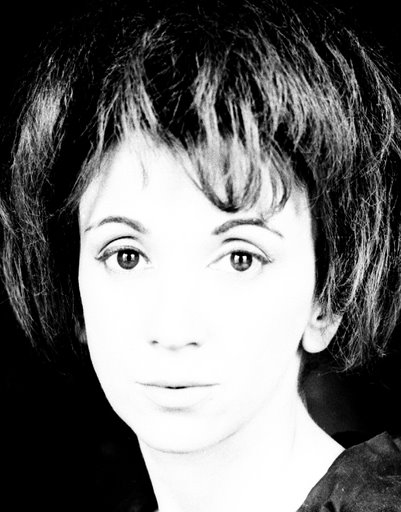
Judith Malina i början av karriären.

Judith Malina, född 4 juni 1926 i Kiel i Weimarrepubliken (nuvarande Tyskland), död 10 april 2015 i Englewood i New Jersey, var en tyskfödd amerikansk skådespelare och teaterregissör. Hon var en av grundarna av The Living Theatre 1947.

## Biografi
Judith Malina föddes i en judisk familj. Hennes mor Rosel (född Zamojre) var skådespelare och hennes far Max Malina var rabbin. Familjen flyttade till New York 1929.
Tillsammans med sin blivande make Julian Beck grundade Malina The Living Theatre i New York 1947. Teatern blev framstående inom experimentell teater under 1950- och 60-talen och Beck och Malina drev den tillsammans fram till Becks bortgång 1985. Efter Becks död 1985 drev hon teatern med Hanon Reznikov som 1988 blev hennes make. Från 1970-talet och framåt medverkade Malina även som skådespelare i filmer och TV-serier.
Mellan 1948 och 1985 var hon gift med Julian Beck och tillsammans fick de två barn. Från 1988 till hans bortgång 2008 var hon gift med Hanon Reznikov. Judith Malina avled i lungcancer vid 88 års ålder.

## Filmografi i urval
- 1987 – Nyckeln till framgång
- 1987 – Radio Days
- 1987 – China Girl
- 1989 – Heavy Petting
- 1989 – Fiender, en berättelse om kärlek
- 1990 – Uppvaknanden
- 1991 – Familjen Addams
- 1996 – I väntan på Richard
- 2010 – When in Rome